# Jwan Yosef
Jwan Yosef (Síria, 1984) és un pintor suec kurd establert a Londres. Jwan Yosef va néixer a Síria en el si d'una família kurda. La seva família va emigrar a Suècia, on va estudiar pintura a l'Escola de Pintura Pernby d'Estocolm entre 2004 i 2006, i després es va traslladar a la universitat d'art i disseny Konstfack, on es va graduar amb una llicenciatura en belles arts el 2009. Va obtenir un Master of Arts en belles arts pel Central Saint Martins de Londres el 2011.
Yosef ha participat en un gran nombre de fires i exposicions col·lectives. Va dur a terme dues exposicions individuals el 2013 titulades Painting about Sex, Flesh and Violence, lol a la galeria DIVUS de Londres i High Notes a la Galeria Anna Thulin d'Estocolm. El 2013 també va ser guardonat amb el premi Threadneedle i el BEERS Contemporary d'art emergent. El 2015 va exposar a la Galleri Bon amb l'exposició col·lectiva There and Back Again amb el seu company de Konstfack gradua Josef Bull, Petr Davidtxenko i Natasja Loutchko. És un membre fundador i titular d'estudi de la Fundació d'Art The Bomb Factory, amb seu a Archway, al nord de Londres.
És obertament homosexual. L'abril de 2016, durant la gala de la Fundació Americana per la Investigació sobre la Sida a São Paulo, va anunciar públicament la seva relació amb el cantant porto-riqueny Ricky Martin. Martin tenia dos fills, Valentino i Matteo, i havia estat en una relació de quatre anys amb l'empresari Carlos González Abella abans de declarar la seva separació el 2014.